# رومن کاشیار
رومن کاشیار (انگلیسی: Roman Kašiar؛ زادهٔ ۲۷ ژانویهٔ ۱۹۹۸) بازیکن فوتبال اهل آلمان است.
وی همچنین در تیم ملی فوتبال Czech Republic U19 بازی کرده‌است.